# Systasis cecili
Systasis cecili är en stekelart som beskrevs av Girault 1929. Systasis cecili ingår i släktet Systasis och familjen puppglanssteklar. Inga underarter finns listade i Catalogue of Life.